# Marolles (Marna)
Marolles è un comune francese di 886 abitanti situato nel dipartimento della Marna nella regione del Grand Est.

## Società

### Evoluzione demografica
Abitanti censiti